# Polystichum tetragonum
Polystichum tetragonum är en träjonväxtart som beskrevs av Fée. Polystichum tetragonum ingår i släktet Polystichum och familjen Dryopteridaceae. Inga underarter finns listade.